# Sekhemkhet
Sekhemkhet (còn được gọi là Sechemchet) là một vị pharaon của Vương triều thứ 3 thuộc thời kì Cổ Vương Quốc. Triều đại của ông được cho là kéo dài từ khoảng năm 2648 TCN cho đến năm 2640 TCN. Ông cũng được biết đến với các tên gọi khác như Djoser-tety và tên gọi theo tiếng Hy Lạp là Tyreis (theo Manetho, bắt nguồn từ tên gọi Teti trong bản danh sách vua Abydos). Ông có lẽ là em trai hoặc là con trai cả của vua Djoser. Hiện nay có ít thông tin được biết về nhà vua này bởi vì ông đã cai trị chỉ có một vài năm. Tuy nhiên, ông cũng đã xây dựng một kim tự tháp bậc thang tại Saqqara và để lại một tấm bia đá nổi tiếng ở Wadi Maghareh (bán đảo Sinai).

## Triều đại

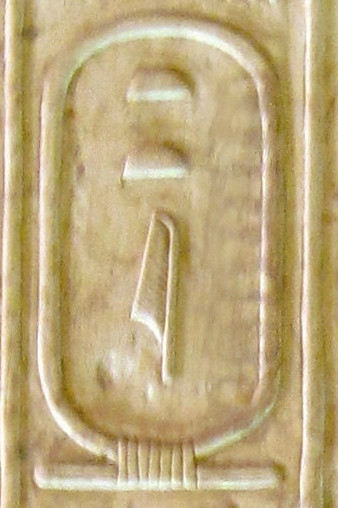
Tên đồ hình Teti từ danh sách vua Abydos.

Triều đại của Sekhemkhet được cho là đã kéo dài từ 6 đến 7 năm. Bản danh sách vua Turin ghi lại rằng Sekhemkhet đã cai trị trong 6 năm, giống với con số mà Myriam Wissa đưa ra căn cứ vào việc kim tự tháp của Sekhemkhet vẫn chưa được hoàn thành. Toby Wilkinson sau khi phục dựng lại tấm bia đá Palermo (thuộc vương triều thứ 5), đã xác định rằng vị vua này cai trị trong 7 năm. Con số này dựa trên số năm cai trị của nhà vua được lưu giữ lại trên mảng vỡ Cairo I,Wilkinson cho rằng "con số này khá là chắc chắn, bởi vì tước hiệu [của nhà vua] bắt đầu ngay sau đường phân cách đánh dấu sự thay đổi triều đại". Tương tự, sử gia Hy Lạp Manetho đã gọi Sekhemkhet bằng tên gọi khác là Tyreis và cho rằng ông đã trị vì trong 7 năm. Ngược lại, Nabil Swelim đề xuất giả thuyết về một triều đại kéo dài 19 năm, bởi vì ông ta tin rằng Sekhemkhet có thể là vua Tosertasis được Manetho đề cập đến. Tuy nhiên, một triều đại kéo dài như vậy lại trái ngược với thực tế đó là kim tự tháp của nhà vua lại chưa được hoàn thành và quan điểm này thường bị các nhà Ai Cập học bác bỏ.

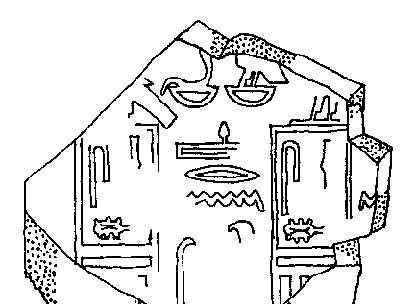
Con dấu bằng đất sét từ Elephantine với tên Horus của Sekhemkhet và tên nebty.

Hiện nay, các sự kiện diễn ra dưới triều đại của Sekhemkhet vẫn chưa được biết nhiều. Những ghi chép duy nhất còn tồn tại cho đến ngày nay chính là hai bản khắc đá tại Wadi Maghareh ở bán đảo Sinai. Trên bản khắc đá đầu tiên, Sekhemkhet xuất hiện hai lần: đầu tiên là hình ảnh nhà vua đang đội vương miện Hedjet, sau đó là hình ảnh nhà vua đội vương miện Deshret. Bản khắc đá thứ hai miêu tả cảnh nhà vua đang "đánh kẻ địch": Sekhemkhet túm lấy mái tóc của kẻ địch và giơ cao cây quyền trượng của ông để đánh kẻ địch tới chết. Sự xuất hiện của những bức phù điêu này tại Wadi Maghareh cho thấy rằng các mỏ đồng và ngọc lam tại đây đã được khai thác dưới thời vua Sekhemkhet. Những mỏ này dường như đã liên tục được khai thác trong suốt giai đoạn đầu triều đại thứ 3 bởi vì các nức phù điêu của vua Djoser và Sanakht cũng được phát hiện tại Wadi Maghareh.
Một số con dấu bằng đất sét có cả tên Horus của Sekhemkhet cùng một tên nebty hiếm gặp đã được tìm thấy tại địa điểm khai quật ở phía đông đảo Elephantine. Nhà Ai Cập học Jean Pierre Pätznik đã đọc cái tên nebty này là Ren nebty, có nghĩa là "Hai nữ thần hài lòng với tên của ngài". Hiện không rõ đây là tên nebty của Sekhemkhet hay là của một hoàng hậu chưa được biết đến.

## Gia đình
Hoàng hậu của Sekhemkhet có thể là Djeseretnebti, nhưng mà tên gọi này lại không đi kèm với bất cứ tước hiệu nào của nữ hoàng, và các nhà Ai Cập học vẫn tranh cãi về ý nghĩa thật sự và cách đọc của tên gọi này. Tên gọi này cũng có thể được đọc theo một cách khác là Djeser-Ti và được đồng nhất với tên đồ hình Djeser-Teti được ghi lại trong bản danh sách vua Saqqara với tư cách là vị vua kế vị tiếp của Djoser. Sekhemkhet chắc chắn đã có vài người con trai và con gái, nhưng cho đến nay vẫn chưa tìm thấy tên của bất kỳ ai.

## Lăng mộ

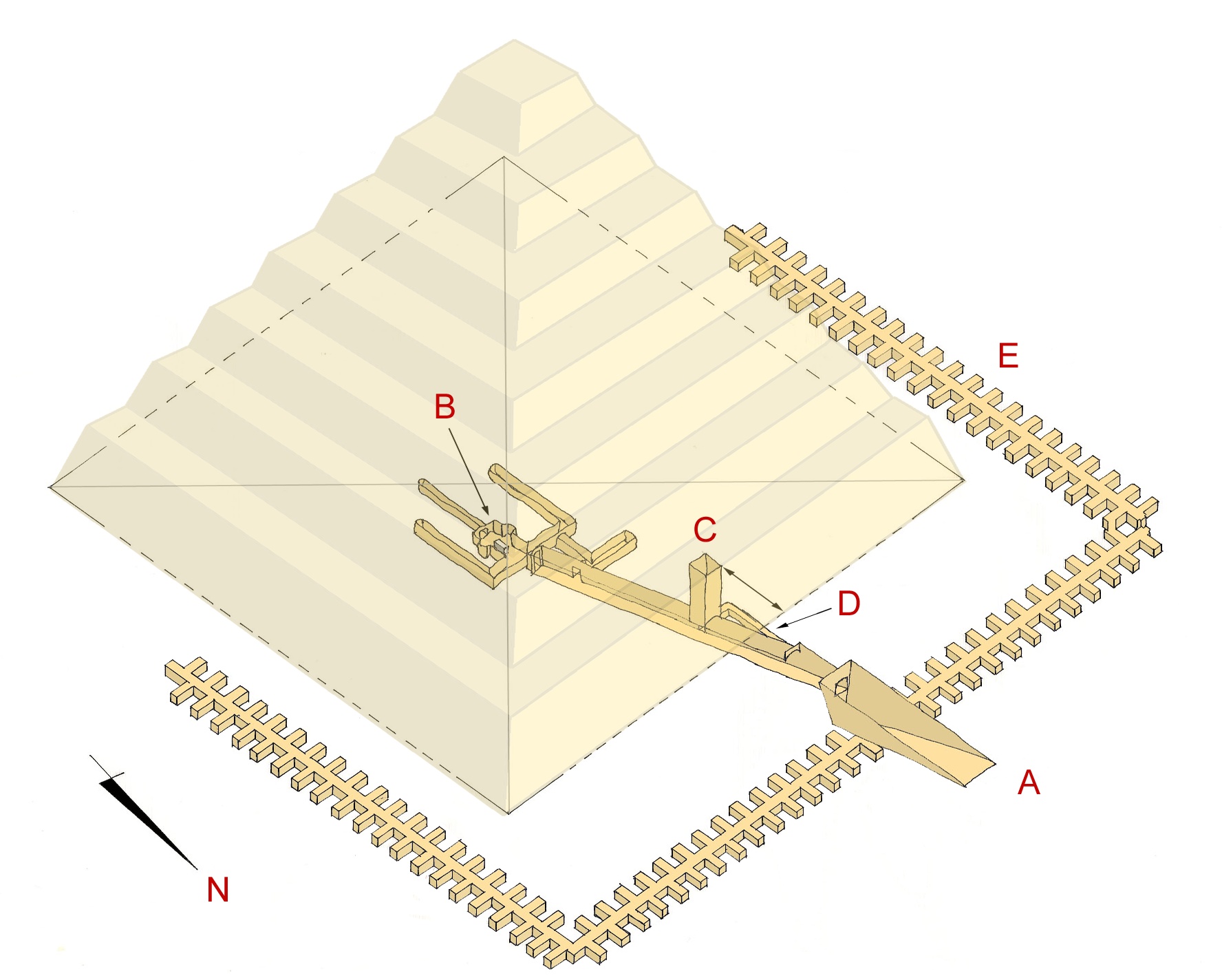
Biểu đồ miêu tả kim tự tháp củaSekhemkhet

Vua Sekhemkhet được chôn cất bên dưới kim tự tháp bậc thang của ông ở Saqqara, nằm chéo góc với kim tự tháp của vị vua tiền triều, khu nghĩa địa của vua Djoser. Lăng mộ này ngày nay được biết đến với các tên gọi khác nhau như Kim tự tháp của Sekhemkhet, Kim tự tháp Djeserteti và Kim tự tháp bị chôn vùi. Lăng mộ của Sekhemkhet đã được nhà khảo cổ học người Ai Cập Zakaria Goneim tiến hành khai quật vào năm 1952.

### Kim tự tháp
Kim tự tháp của Sekhemkhet ban đầu được dự định là một kim tự tháp bậc thang. Đế của nó có dạng hình vuông với kích thước là 378 ft x 378 ft (220 x 220 cubit). Nếu kim tự tháp này được hoàn thành, nó sẽ có 6 hoặc 7 bậc và chiều cao cuối cùng của nó sẽ là 240,5 ft (140 cubit). Sự cân xứng này sẽ giúp cho kim tự tháp có một góc nghiêng là 51°50', giống hệt với kim tự tháp Meidum và Đại Kim tự tháp ở Giza. Cũng giống như kim tự tháp của vua Djoser, kim tự tháp của Sekhemkhet được xây từ những khối đá vôi. Tuy nhiên, công trình này vẫn chưa được hoàn thành có thể là do vị pharaon này đã đột ngột qua đời. Chỉ có duy nhất một bậc của kim tự tháp này được hoàn thiện và nó có hình dạng giống như một mastaba lớn hình vuông.

### Cấu trúc ngầm
Lối vào dẫn đến phòng chôn cất của Sekhemkhet nằm ở khu vực phía bắc kim tự tháp bậc thang. Nối liền với nó là một hành lang trống trải dài khoảng 200 ft dẫn xuống phòng chôn cất. Ở đoạn giữa của hành lang này, có một đường ống nối liền với nó theo chiều thẳng đứng, đường ống này hướng lên bề mặt và lối vào của nó sẽ nằm ở bậc thứ hai của kim tự tháp nếu như công trình này được hoàn thành.
Tại nút giao trên lại có một lối đi khác dẫn xuống một dãy hành lang ngầm có hình u với ít nhất 120 phòng chứa. Toàn bộ phức hợp này có hình dạng giống như một cái lược khổng lồ. Ngay trước phòng chôn cất chính, hành lang chính lại chia tách tạo thành hai dãy phòng khác, bao quanh phòng chôn cất chính giống như hình chữ "u" (tương tự như dãy phòng lớn ở phía Bắc), nhưng chúng chưa bao giờ được hoàn thiện.
Căn phòng chôn cất chính có kích thước cơ bản là 29 ft x 17 ft và cao khoảng 15 ft, bản thân nó cũng chưa hoàn thiện. Chiếc quách của nhà vua nằm ở giữa căn phòng này, nó được chế tác từ đá thạch cao tuyết hoa và có một đặc điểm khác thường: phần nắp của nó nằm ở phía trước và được đóng kín lại nhờ một cái cửa trượt, nó vẫn còn dính đầy vữa khi người ta tìm thấy chiếc quách này. Tuy nhiên, chiếc quách này lại trống rỗng, và vẫn chưa rõ liệu là nơi này sau đó đã bị cướp phá hay là vua Sekhemkhet đã được chôn cất ở nơi nào khác hay không.
Một chiếc hộp hình vỏ sò làm bằng vàng đã được một đội khảo cổ học Ai Cập tìm thấy vào năm 1950. Vật thể này có chiều dài 1,4 inch và hiện nay đang được trưng bày ở Phòng số 4 của bảo tàng Cairo.

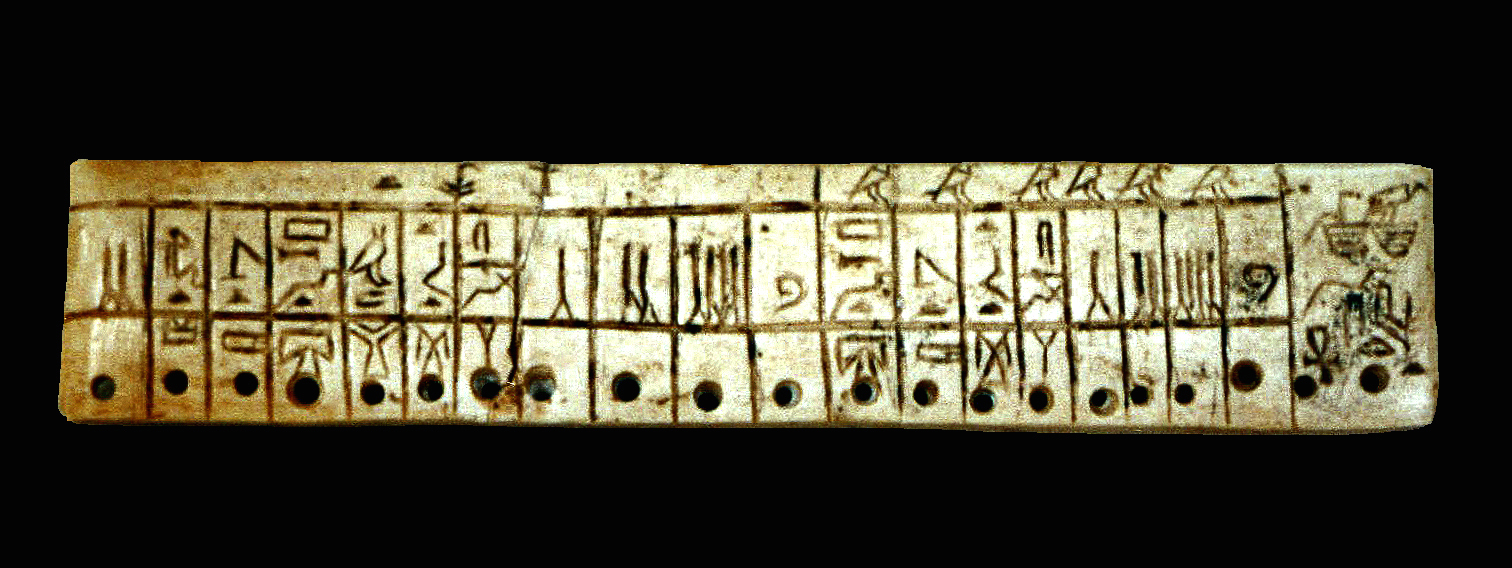
Một tấm thẻ bằng ngà khắc một tên gọi khác của vua Sekhemkhet là "Djoserti" được tìm thấy trong kim tự tháp bậc thang của ông.

## Tiểu sử
- Hawass, Zahi. "Excavating the Old Kingdom". in Egyptian Art in the Age of the Pyramids, The Metropolitan Museum of Art. 1999.
- Leclant, Jean. "A Brief History of the Old Kingdom". in Egyptian Art in the Age of the Pyramids, The Metropolitan Museum of Art. 1999.
- Wilkinson, Toby. Royal Annals of Ancient Egypt: The Palermo Stone and Its Associated Fragments, Kegan Paul International, 2000.